# Būbāneh
Būbāneh (persiska: بوبانه) är en ort i Iran.   Den ligger i provinsen Västazarbaijan, i den nordvästra delen av landet, 500 km väster om huvudstaden Teheran. Būbāneh ligger 1 416 meter över havet och antalet invånare är 150.
Terrängen runt Būbāneh är huvudsakligen kuperad, men västerut är den bergig. Runt Būbāneh är det ganska tätbefolkat, med 80 invånare per kvadratkilometer. Närmaste större samhälle är Gol Kanag, 3,6 km väster om Būbāneh. Trakten runt Būbāneh består i huvudsak av gräsmarker.